# Выключка
Вы́ключка, выравнивание — способ расположения строки относительно вертикальных границ полосы вёрстки. 

## Варианты выключки
Существует несколько видов выключки:
1. влево (англ. flush left), левый флаг;
2. по центру (англ. centered);
3. вправо (англ. flush right), правый флаг;
4. по ширине (англ. justified), по формату; в том числе полная.

Наиболее распространены для основного текста на европейских языках (не заголовков, выносок или цитат) первый и четвёртый. При выключке по формату текст во всех строках абзаца (кроме, обычно, последней и красной (первой)) выравнивается по всей ширине блока. При вёрстке с выравниванием влево большинство строк не доходят до правой границы блока.
В Microsoft Word используется термин «выравнивание», — например, «выравнивание по правому краю».

### Выключка влево
В русском и большинстве европейских языков, в которых слова читаются слева направо, чаще всего используется выключка влево. Это означает, что текст абзаца выравнивается по левой стороне и обрывается на правой стороне. При верстке для размещения в сети Интернет текстов, читаемых слева направо, этот способ выравнивания применяется по умолчанию.

### Выключка вправо
В других языках, таких как арабский и иврит, в которых чтение текста происходит справа налево, чаще всего используется выключка вправо. Кроме того, выравнивание по правому краю используется в английском языке для выделения специального текста, такого, как ссылки на источники цитирования, печатаемого в книгах и журналах, а также широко применяется для форматирования таблиц данных (прежде всего, для чисел).

### Выключка по формату
Выключка по формату является общим методом выравнивания, применяемым в печатной продукции, где промежуточное расстояние между словами и, в меньшей степени, между глифами или буквами, разрежено или сжато, с целью выровнять как левый, так и правый конец каждой строки текста. При использовании выключки по ширине последнюю строку абзаца принято выносить отдельно простым выключением строки влево или вправо, в зависимости от языковых особенностей написания. Строки, в которых расстояния растянуты сверх нормальной длины, называются строками с неплотной (слабой) выключкой, в то время как строки со сжатыми расстояниями — строками с плотной выключкой. Применяется для больших блоков текста после расстановки переносов.

### Полная выключка
Также известна как «принудительная». При её использовании не только основная часть абзаца, но и его последняя строка выравнивается по формату области печати. При этом текстовый блок приобретает очертания ровного прямоугольника.

### Выключка по центру
Текст также может быть выравнен по центру, или расположен симметрично оси колонки набора. Такой способ выключки часто применяется для выделения заголовков. Также, как и выключка вправо, часто используется для выравнивания данных в таблицах (для дат, и однострочных словосочетаний). Текст с большим числом строк, выравненный по центру, считается менее читаемым, так как читателю сложнее визуально перемещаться на следующую строку.

## CSS
В стандарте CSS выключка задаётся с помощью свойства «text‑align»:
```
.
left
 
{
 
text-align
 
:
 
left
 
;
 
}

.
center
 
{
 
text-align
 
:
 
center
 
;
 
}

.
right
 
{
 
text-align
 
:
 
right
 
;
 
}

.
justify
 
{
 
text-align
 
:
 
justify
 
;
 
}

```